# Hatice Sultan (figlia di Mustafa III)
Hatice Sultan (turco ottomano: خدیجه سلطان, lett. "fanciulla rispettosa"; Istanbul, 14 giugno 1768 – Istanbul, 17 luglio 1822) è stata una principessa ottomana, figlia del sultano Mustafa III e della consorte Adilşah Kadin, e sorellastra del sultano Selim III.

## Origini
Hatice Sultan nacque a Istanbul, nel Palazzo Topkapi, il 14 giugno 1768. Suo padre era il sultano ottomano Mustafa III, sua madre la consorte Adilşah Kadin. Aveva una sorella di sangue maggiore, Beyhan Sultan, a cui fu particolarmente legata per tutta la vita.
Nel 1774 suo padre morì e Hatice venne confinata, con sua madre, sua sorella e le altre consorti e principesse, nel Palazzo Vecchio. Qui, sia lei che Beyhan, a causa dell'ambiente isolato e cupo, svilupparono sintomi di ansia e depressione. La loro madre scrisse allora al nuovo sultano, Abdülhamid I, fratellastro di Mustafa III, chiedendo dei mariti per le figlie, in modo che, sposandosi, potessero lasciare il palazzo. Abdülhamid accolse la richiesta e trovò dei mariti per entrambe le principesse.

## Matrimonio
Il 3 novembre 1786 Hatice sposò il visir Seyyid Ahmed Pasha. Lo sposo aveva più di cinquanta anni ed era già padre di diversi figli, Vissero in un palazzo ad Arnavutköyü, ed ebbero un figlio.
Hatice seguì il marito a Izmit quando venne esiliato, ma tornò a Istanbul tre anni dopo, quando venne perdonato e nominato governatore dell'Egitto. Rimase vedova nel 1798 e non si risposò più, vivendo nei suoi palazzi e dedicandosi a sostenere le riforme e l'amore per l'arte europea del suo fratellastro Selim III, ormai salito al trono.
Infatti Selim, le cui sorelle erano morte bambine, era molto legato a tutte e tre le sue sorellastre sopravvissute, Hatice, Beyhan e Şah. Selim visitava Hatice nel suo palazzo regolarmente e lei divenne nota come la principessa più importante e influente della sua generazione.

## Discendenza
Dal suo matrimonio, Hatice Sultan ebbe un figlio:
- Sultanzade Alaeddin Pasha (c. 1788 - gennaio 1812, Scutari). Il 3 febbraio 1803 sposò sua cugina Hibetullah Sultan, una figlia di Abdülhamid I. Non ebbero figli noti.

## Morte
Hatice Sultan morì il 17 luglio 1822 e venne sepolta nel mausoleo Mihrişah Sultan a Eyüp. I suoi beni andarono alla sorella Beyhan e, quando questa morì due anni dopo, ad Adile Sultan, figlia di Mahmud II. I suoi spaventosi debiti vennero coperti da suo cugino Mahmud II.

## Patrona dell'architettura
Hatice condivideva con Selim e Beyhan il gusto per le innovazioni e l'arte europea.
Viveva al di sopra delle sue considerevoli possibilità (come divenne la norma per le principesse ottomane del XIX secolo). Collezionava porcellane europee, soprattutto tedesche, francesi e viennesi, per un totale di oltre cinquecento pezzi. Ricevette in dono da sua sorella Beyhan un palazzo a Yeşillioğlu, il cui gemello Beyhan tenne per sé.
Nel 1790 accolse nella sua cerchia l'architetto e designer franco-tedesco Antoine Ignace Melling. I due svilupparono una scandalosa relazione personale e lavorativa. Fra il 1791 e il 1795 Melling demolì e ricostruì il palazzo di Hatice, che prese poi il suo nome (il Palazzo Hatice Sultan), in stile barocco e rococò, inoltre disegnava per lei gioielli, mobili e abiti e le procurava pezzi d'arte e altri beni europei, fra cui sedie e poltrone stile Luigi XV e XVI, una novità nell'arredamento ottomano, che non prevedeva sedie.
I due avevano una fitta corrispondenza, prima in francese e italiano e poi in turco ottomano trascritto coi caratteri latini, dove lei lo chiamava "Melling Kalfa". Hatice insegnò a Melling la lingua ottomana, mentre lui le insegnò l'alfabeto latino e le lingue europee.
Hatice permise anche a Melling di visitarla nel suo palazzo e addirittura di entrare nell'harem perché s'ispirasse per i suoi progetti. Lo scandalo fu enorme: si diffusero voci di una relazione proibita fra i due e anche Selim dovette diradare le visite alla sorella. La natura della relazione fra i due è ancora un mistero, dato che le loro lettere sopravvissute non rivelano alcun dettaglio personale ma solo l'amore per l'architettura e Istanbul.
Nel 1800 Melling venne costretto a lasciare il servizio di Hatice e nel 1802 lasciò la capitale per tornare in Europa, dove sarebbe diventato paesaggista dell'imperatrice Giuseppina, moglie di Napoleone Bonaparte. Alla cacciata di Melling da Istanbul contribuì non solo la sua relazione ambigua con Hatice ma anche le tensioni fra Impero ottomano e Francia, patria di Melling, dopo l'invasione francese dell'Egitto guidata da Napoleone.
Nel 1805 commissionò una moschea in memoria di sua madre, la Moschea Adilşah Kadın, e nel 1806 Hatice commissionò una fontana al Bazar delle spezie.